# Oscar Wilde

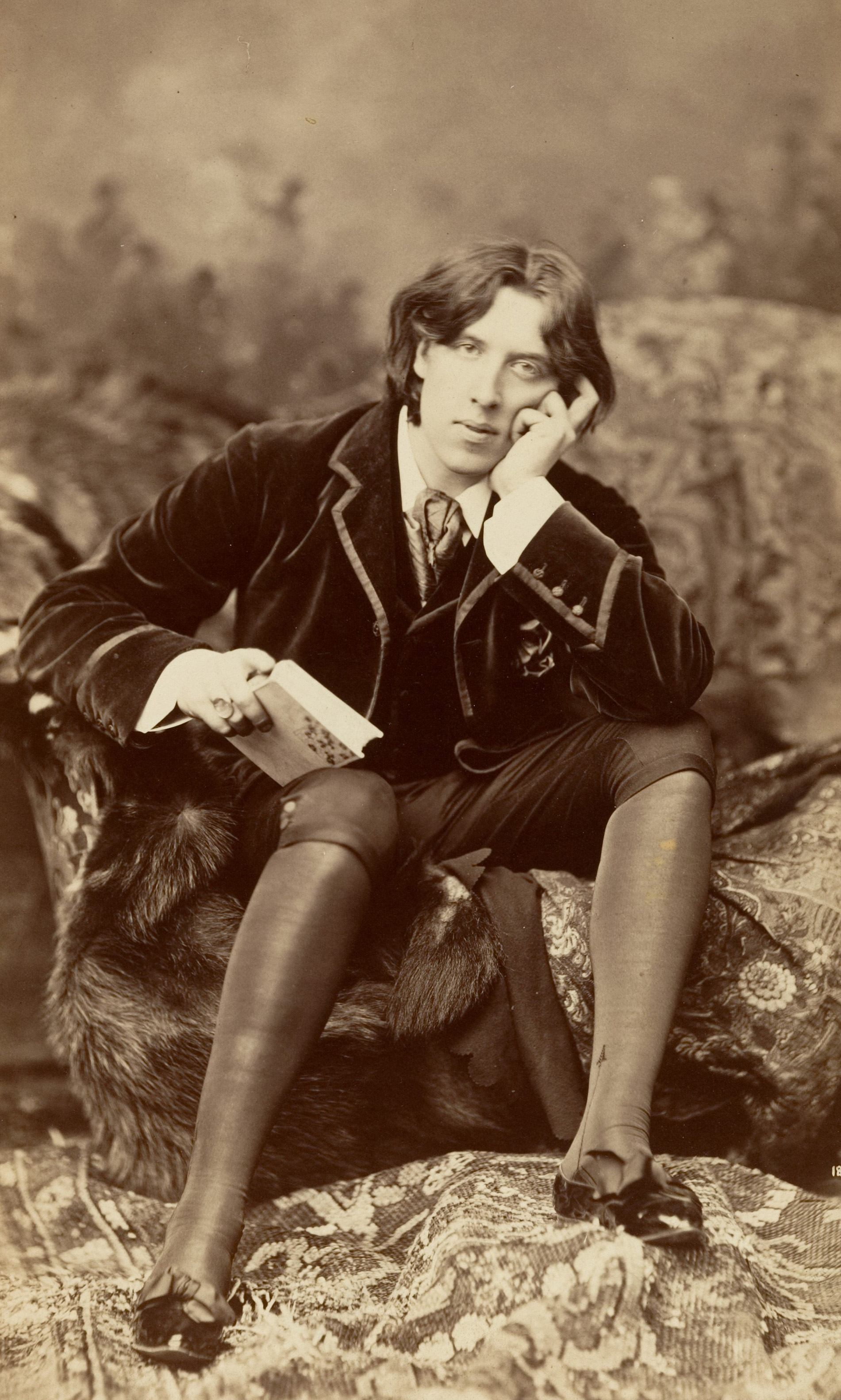
Oscar Wilde, Aufnahme von Napoleon Sarony, 1882

Oscar Fingal O’Flahertie Wills Wilde (* 16. Oktober 1854 in Dublin; † 30. November 1900 in Paris) war ein irischer Schriftsteller, der sich nach Schulzeit und Studium in Dublin und Oxford in London niederließ. Als Lyriker, Romanautor, Dramatiker und Kritiker wurde er zu einem der bekanntesten und gleichzeitig umstrittensten Schriftsteller im viktorianischen Großbritannien.
Wegen homosexueller „Unzucht“ wurde er 1895 zu zwei Jahren Zuchthaus mit harter Zwangsarbeit verurteilt; sie ruinierten seine Gesundheit. Nach der Entlassung lebte er verarmt in Paris, wo er im Alter von 46 Jahren starb.

## Leben

### Elternhaus und Kindheit
Oscar Wildes Vater, William Wilde, war Irlands führender Ohren- und Augenarzt und schrieb Bücher über Archäologie, Folklore und den Satiriker Jonathan Swift. Seine Mutter Jane war von Beruf Übersetzerin. Sie engagierte sich im Young Ireland Movement unter dem Pseudonym „Speranza“ („Hoffnung“) und galt als revolutionäre Lyrikerin. Die Wildes hatten zwei Söhne und eine Tochter. Der Älteste, William Charles Kingsbury, wurde 1852 geboren, Oscar 1854 und als drittes Kind die Tochter Isola Francesca 1858; sie wurde nur zehn Jahre alt.
Die Tätigkeit seiner extravaganten Eltern und vornehmlich der von seiner Mutter in Dublin unterhaltene Salon brachten Oscar Wilde frühzeitig mit Künstlern und Schriftstellern in Kontakt. Von 1864 bis 1871 besuchte er als Internatsschüler die Portora Royal School in Enniskillen.

### Studium
Von 1871 bis 1874 studierte Oscar Wilde mit glänzendem Erfolg klassische Literatur am Trinity College Dublin. Im Sommer reiste er zusammen mit William Golding und Reverend John Pentland Mahaffy, seinem Freund und Lehrer für Altphilologie am Trinity College, nach Norditalien, wo er unter anderem Mailand, Venedig, Padua und Verona besuchte.
Nachdem Wilde ein jährliches Stipendium von £95 gewonnen hatte, studierte er von 1874 bis 1878 am Magdalen College in Oxford. Während dieser Zeit trat er in die Freimaurerloge Apollo University Lodge no. 357 ein. Bereits sein Vater war aktiver Freimaurer in Dublin gewesen.
In Oxford fiel Oscar Wilde schnell durch seinen Witz und Humor auf: Als er bei der Aufnahmeprüfung eines Studentenclubs einen Teil der Passionsgeschichte aus dem Griechischen übersetzen sollte, erklärte Wilde, er wolle unbedingt das Ende erfahren, und übersetzte weiter, nachdem er die Aufgabe bereits mit Bravour gelöst hatte. Schon bald war er als Ästhet bekannt. In einem Aperçu, das in der ganzen Universität die Runde machte, bekannte er sich als Liebhaber kostbaren Porzellans: „Es fällt mir von Tag zu Tag schwerer, auf dem hohen Niveau meines blauen Porzellans zu leben.“
Während des Studiums begeisterten ihn gleichermaßen die in Richtung der L’art pour l’art weisenden ästhetischen Ideale von Walter Horatio Pater und die tief moralisch, religiös und sozial engagierte Kunstauffassung von John Ruskin, obwohl sie auf sehr unterschiedliche, beinahe entgegengesetzte Weise den neuen Ästhetizismus vertraten.
Im Juni 1878 fand Oscar Wilde erste literarische Anerkennung mit seinem Gedicht Ravenna, das mit dem Newdigate-Preis ausgezeichnet wurde. In dem Gedicht, das eine Stadt schildert, die aus einstiger Größe ins Nichts versank, hatten die Impressionen seiner zweiten Italienreise künstlerische Gestalt angenommen.

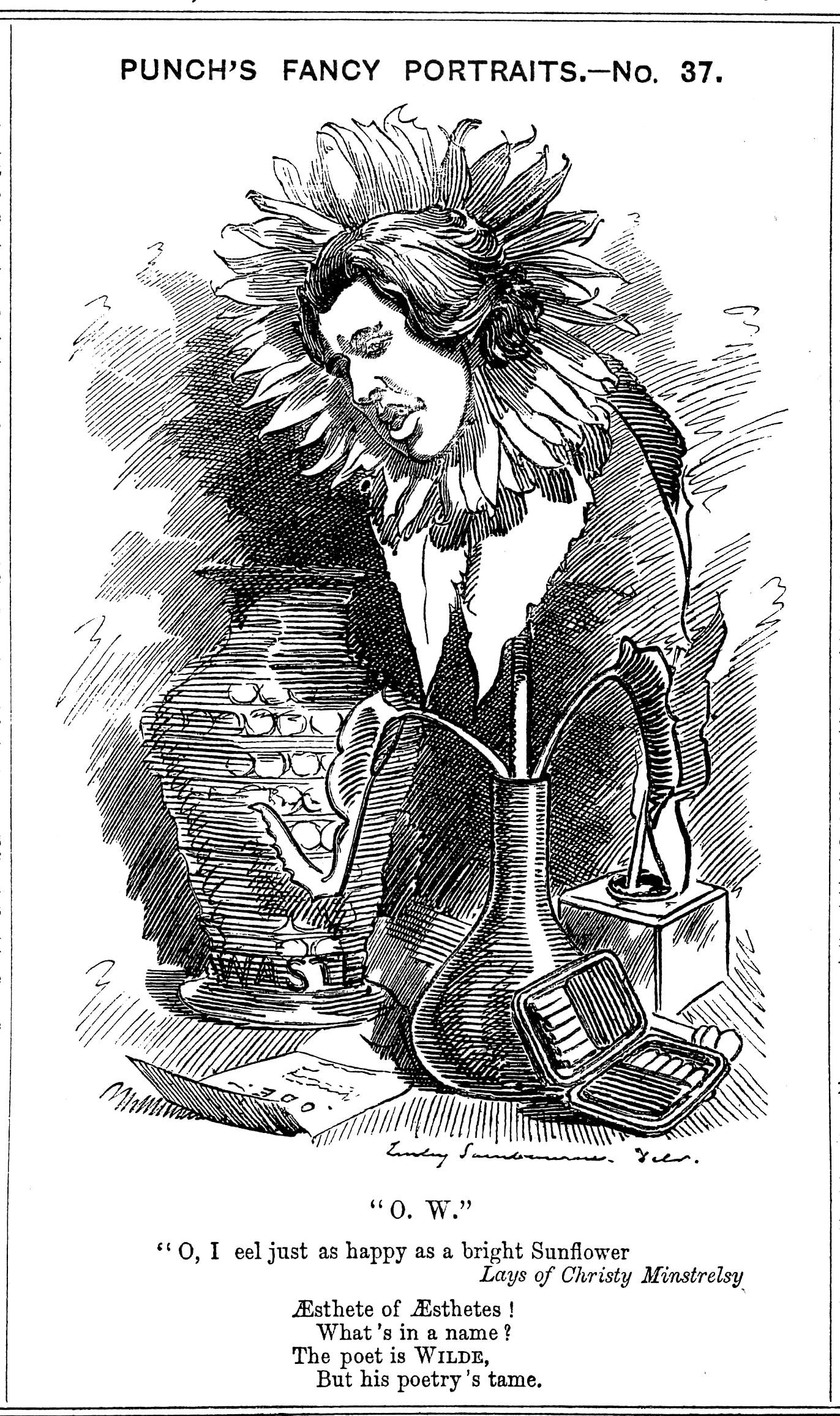
Punch 25. Juni 1881: Oberästhet! Was ist ein Nam’! Der Dichter Wild’, die Dichtung zahm.

Wilde schloss sein Studium 1878 mit dem akademischen Grad des Bachelor of Arts (B.A.) mit Auszeichnung ab. Im folgenden Jahr übersiedelte er nach London und teilte sich dort bis 1881 mit dem Pastellmaler Frank Miles (1852–1891), der beste Beziehungen zur Londoner Gesellschaft hatte, eine Wohnung in der heute nicht mehr bestehenden Salisbury Street zwischen Strand und Themse, die Wilde „Thames House“ nannte.

### Die Jahre als Erfolgsschriftsteller
Wilde wurde zu seiner Zeit als Schriftsteller bewundert und war im prüden viktorianischen Großbritannien zugleich als Skandalautor und Dandy verschrien. Er war berühmt für seine Sprachgewandtheit und sein extravagantes Auftreten, das er mit seiner ungewöhnlichen Bekleidung (zum Beispiel samtene Kniehosen und Seidenstrümpfe) zur Geltung brachte. Schon früh zog er sich als Ästhet der Ästheten, denen man unmännliche Hingabe an die Kunst vorwarf, den Spott des Satiremagazins Punch zu.
Wilde hatte Gedichte im Dublin University Magazine und Kottabos veröffentlicht, bevor seine ersten Buchpublikationen erschienen. Sein erstes Bühnenstück, Vera; or the Nihilists (1880), veröffentlichte er als Privatdruck. Seinen ersten Gedichtband, Poems (1881), brachte sein Londoner Verleger David Bogue in kostbarer Ausstattung in drei Auflagen zu je 250 Exemplaren heraus.

#### Vortragsreise in USA und Kanada

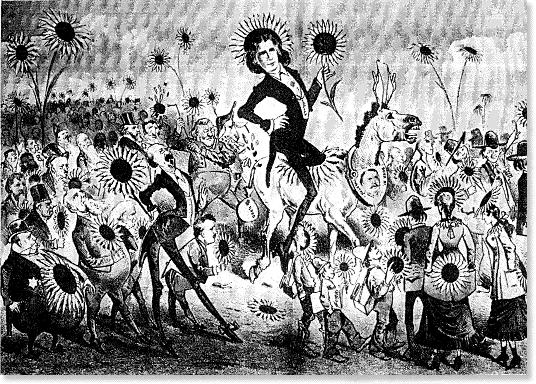
Karikatur der Wasp (San Francisco) anlässlich Wildes Besuch in der Stadt 1882

Wilde wurde zu Vorlesungen nach Nordamerika eingeladen. Ende 1881 brach er nach New York auf. Über das gesamte folgende Jahr hielt er Vorlesungen über Ästhetizismus (The English Renaissance of Art) und dekorative Künste (House Decoration) mit überraschenden Erfolgen in über hundert Städten der USA und Kanadas. Als Schlüsselfiguren der englischen Renaissance stellte er die Präraffaeliten, Edward Burne-Jones, John Ruskin und William Morris vor.
Vom ersten Tag seiner Ankunft in New York an belagerten ihn Reporter und Journalisten, erwarteten Bonmots von ihm und ließen sich ausführlich über seine Kleidung in den Medien aus. Seine Vorträge wurden gut besucht, und man überhäufte ihn mit Einladungen. Mit dem Lyriker Walt Whitman kam es in Philadelphia am 18. Januar 1882 zu einem bemerkenswerten Zusammentreffen. Andererseits wurde Wilde in der Presse diesseits und jenseits des Atlantiks schonungslos kritisiert und karikiert. Eine der bösartigsten Attacken veröffentlichte Thomas Wentworth Higginson in Woman’s Journal (4. Februar 1882) unter dem Titel Unmanly Manhood (Unmännliche Männlichkeit).

#### Paris-Aufenthalt, zweite USA-Reise
1883 verbrachte Wilde mehrere Monate in Paris, wo er im Hotel Voltaire auf dem linken Seine-Ufer das Bühnenstück The Duchess of Padua schrieb. Während seines Pariser Aufenthalts verkehrte er mit Dichtern (unter anderem Edmond de Goncourt, Victor Hugo, Paul Verlaine), Schauspielerinnen (Sarah Bernhardt) und impressionistischen Malern (unter anderem Edgar Degas, Camille Pissarro). Konfrontiert mit der ihn faszinierenden Pariser Décadence in den Gedichten von Charles Baudelaire und Paul Verlaine versuchte er, diese Strömung mit der Bewegung der englischen Renaissance der Kunst im 19. Jahrhundert aus dem Geist des Ästhetizismus zu verbinden, die er im Vorjahr in Amerika propagiert hatte. Als im folgenden Jahr, 1884, der Roman Gegen den Strich (À rebours) des Franzosen Joris-Karl Huysmans erschien, den die Rezensenten einhellig als „Leitfaden der Décadence“ bezeichneten, gewann dieser Roman für Wilde eine ähnliche Bedeutung wie Paters Renaissance in den 1870er Jahren. In einem Interview erklärte er das Buch zu „einem der besten, das ich je zu Gesicht bekommen habe“.
Im Sommer 1883 reiste Wilde zum zweiten Mal nach Amerika, und zwar zur Uraufführung von Vera. Am 20. August wurde das Stück im New Yorker Union Square Theatre vor vollem Haus, mit Marie Prescott in der Hauptrolle, gegeben. Nach Verrissen in der Presse wurde das Stück am 28. August vom Spielplan gestrichen.

#### Vortragstourneen im Vereinigten Königreich und Heirat
Nachdem seine Einkünfte aus der Amerika-Tournee aufgebraucht waren, unternahm Wilde zwei Vortragstourneen durch das Vereinigte Königreich. Ein pensionierter Armeecolonel, W. F. Morse, der schon bei der amerikanischen Vortragsreise vermittelt hatte, buchte für ihn zahlreiche Veranstaltungen. Die erste Tournee startete er im September 1883. Als Vortragsthemen hatte er Impressionen aus America und Das schöne Haus ausgewählt.
Als ein nicht nur im Vereinigten Königreich, sondern auch in Europa und Amerika berühmter und gefeierter Dichter heiratete er im dreißigsten Lebensjahr am 29. Mai 1884 die sechsundzwanzigjährige Constance Lloyd, eine Kinderbuchautorin aus begütertem Haus, und verbrachte mit ihr die Flitterwochen in Paris und Dieppe. Danach ließen sie sich im Londoner Stadtteil Chelsea nieder. Aus der Ehe gingen zwei Söhne hervor: Cyril (1885–1915) und Vyvyan (1886–1967).
Nach seiner Heirat unternahm er vom Oktober 1884 bis März 1885 die zweite Vortragstournee durch England, Wales, Schottland und Irland. Er referierte über „Die Bedeutung der Kunst im modernen Leben“ und „Kleidung“ unter dem Gesichtspunkt der Schönheit.

#### Herausgeber, Dramatiker und Erzähler

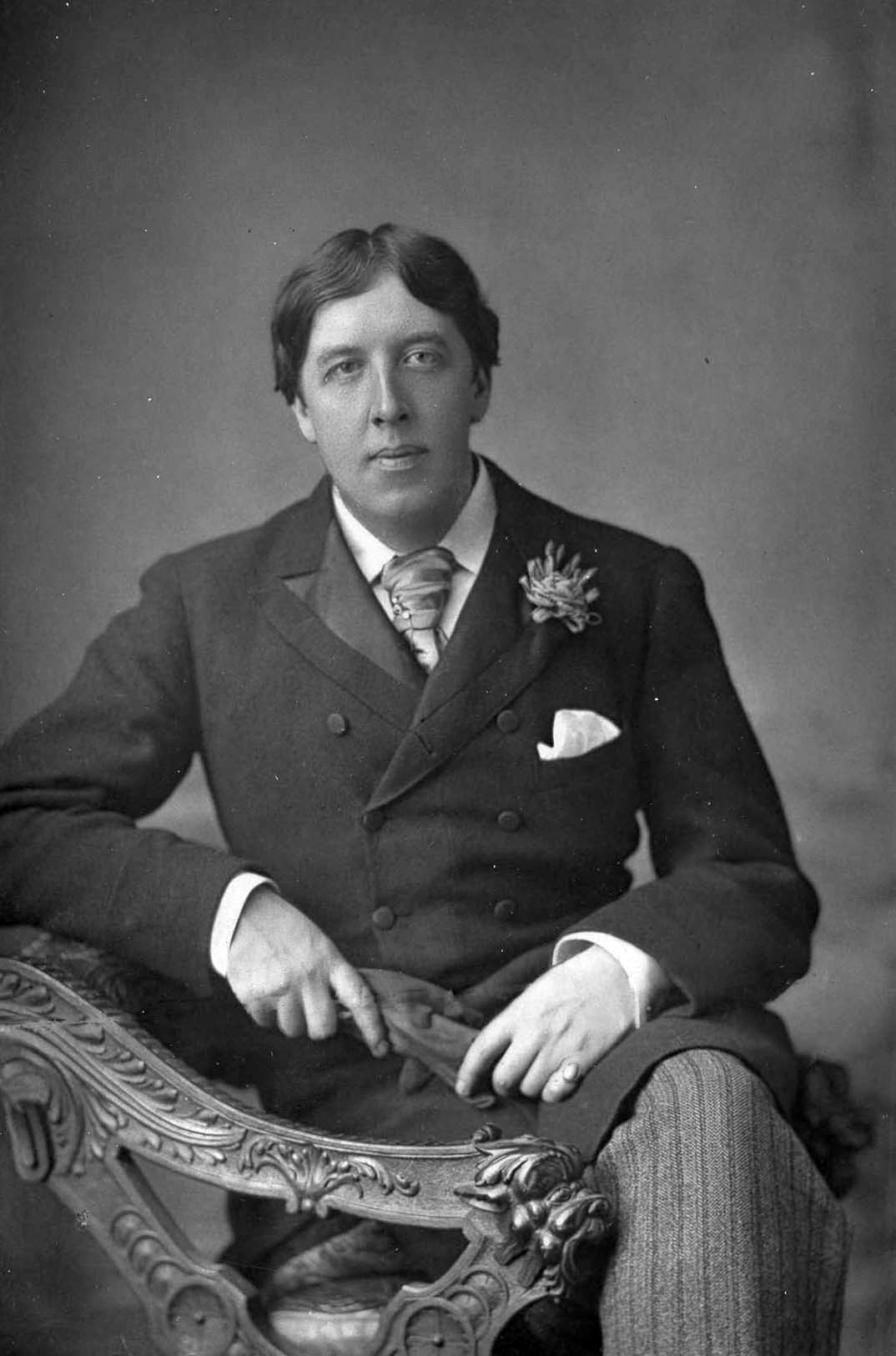
Oscar Wilde 1889, Aufnahme von Downey

Wilde arbeitete von 1887 bis 1889 für die Pall Mall Gazette und danach als Herausgeber der Zeitschrift Woman’s World. Während dieser Jahre veröffentlichte er die für seine Söhne geschriebene Märchensammlung Der glückliche Prinz und andere Märchen (1888, klassische Vertreter der Gattung Kunstmärchen) und den Roman Das Bildnis des Dorian Gray (The Picture of Dorian Gray) (1891). In diesem Werk, seinem einzigen Roman, fanden Kritiker einerseits autobiographische Elemente, andererseits eine direkte Antwort auf den französischen Symbolismus, insbesondere auf Gegen den Strich von Joris-Karl Huysmans. Dessen Romanheld Jean Floressas des Esseintes hat auf die Figur des Dorian Gray abgefärbt. Reales Vorbild für den Floressas war wiederum der Schriftsteller Robert de Montesquiou, der später auch in Marcel Prousts Romanfolge Auf der Suche nach der verlorenen Zeit zum Vorbild für den Baron Charlus wurde.
In den folgenden Jahren schrieb Oscar Wilde etwa jährlich ein neues Werk, vor allem Gesellschaftskomödien. Am bekanntesten sind Lady Windermere’s Fan (1892), A Woman of No Importance (1893), An Ideal Husband (1895) und The Importance of Being Earnest (1895), das die Oberklasse satirisch darstellt und als eines seiner besten Werke gilt.
Sein Stück Salome aus dem Jahr 1891 nach der biblischen Salome-Legende (mit berühmten, zum Teil sehr freizügigen Jugendstil-Illustrationen von Aubrey Beardsley) wurde vom Zensor abgelehnt und fand daher keinen Verleger in England. 1894 wurde es von und mit Sarah Bernhardt in Paris uraufgeführt. Richard Strauss vertonte die deutsche Übersetzung von Hedwig Lachmann zu seiner Oper Salome, die am 9. Dezember 1905 an der Dresdner Hofoper uraufgeführt wurde.
Oscar Wilde schrieb auch eine Kriminalerzählung: Lord Arthur Saviles Verbrechen (1887), eine „Studie über die Pflicht“, wie der Untertitel der Erzählung lautet. Dem Titelhelden wird geweissagt, er werde einen Mord begehen. Entsprechend seinem Leitspruch „Was du tun musst, das tue gleich“, beschließt Lord Arthur, das vorhergesagte Verbrechen noch vor seiner Eheschließung zu begehen.
Das Bildnis des Dorian Gray gilt als Oscar Wildes zentrales Prosawerk. Seine Themen sind die Moralität von Sinnlichkeit und Hedonismus im Viktorianismus und die Dekadenz der britischen Oberschicht. In der Handlung des Romanes und in den eingearbeiteten Kunstbemerkungen lässt sich aber sowohl eine Proklamation wie auch eine Kritik des Ästhetizismus herauslesen, einer literarischen Strömung des Fin de Siècle.

### Skandal und Verurteilung
Dem Biographen Richard Ellmann zufolge stand Wilde zwar seit jeher der Homosexualität unbefangen gegenüber, praktizierte sie aber erstmals 1886 mit dem damals 17-jährigen Oxford-Studenten Robert Ross, der fortan einen festen Platz in Wildes Leben einnahm. Die Homosexualität befeuerte ihn in seinem Selbstfindungsprozess und rückte das Für und Wider der Ehe künftig ins Zentrum seines Schreibens. Seine Ehe mit Constance Lloyd, aus der zwei Söhne hervorgingen, spricht indessen für Wildes bisexuelle Orientierung.
Der Familienvater Wilde ging – für die damalige Zeit – relativ offen mit seiner Homosexualität um. Seine homosexuellen, genauer ephebophilen Partnerschaften, zum Beispiel mit seinem jugendlichen Freund und späteren Lektor Robert Ross, waren nicht unbekannt. Wildes langjähriges Verhältnis zu dem 16 Jahre jüngeren Lord Alfred Douglas (genannt Bosie) führte schließlich durch eine gezielte Provokation durch dessen Vater, John Douglas, 9. Marquess of Queensberry, zu einem gesellschaftlichen Skandal, drei Gerichtsverfahren und Wildes Niedergang.

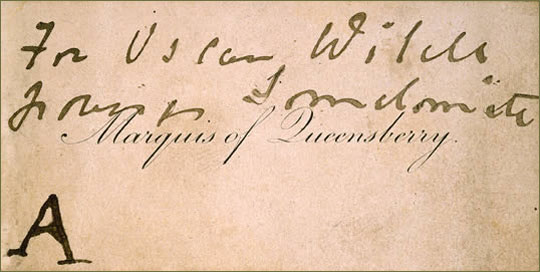
For Oscar Wilde
posing Somdomite
Marquis of Queensberry

Am 18. Februar 1895 hinterließ John Douglas im Albemarle Club, den Oscar Wilde regelmäßig besuchte, seine Visitenkarte mit dem handschriftlichen Zusatz: „For Oscar Wilde posing Somdomite [sic!]“ („für Oscar Wilde, posierenden Sodomiten“). Oscar Wilde erhob deswegen, nachdem ihm Alfred Douglas moralische und finanzielle Rückendeckung zugesichert hatte, Verleumdungsklage gegen den Marquis, der zu seiner Verteidigung den Wahrheitsbeweis für seine Beschuldigung antrat.

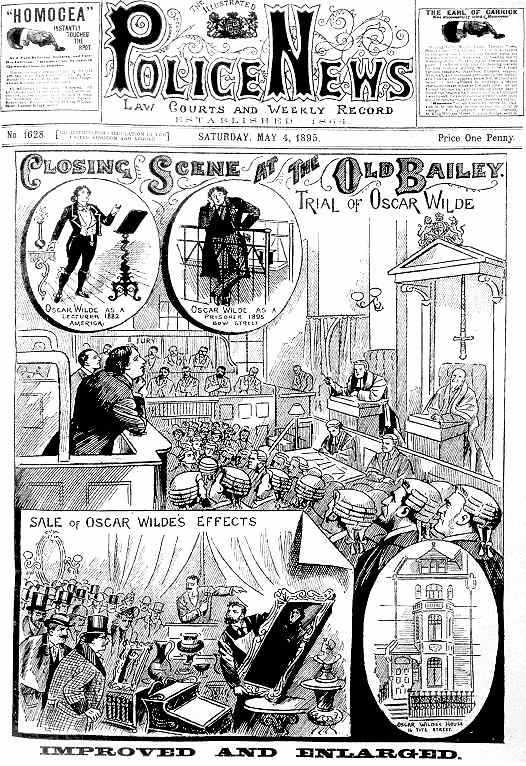
Police News 4. Mai 1895

Im Laufe des Verfahrens richteten sich verstärkt Angriffe gegen Wilde selbst, als zu Tage kam, dass er mit jungen Männern aus der Unterschicht sexuellen Umgang hatte, darunter auch männlichen Prostituierten. Im Kreuzverhör wurde Oscar Wilde von Edward Carson, einem ehemaligen Studienkollegen vom Trinity College, auch zu verschiedenen seiner Schriften befragt, hauptsächlich zu dem Roman Das Bildnis des Dorian Gray, der als „anrüchig“ gerügt wurde. Wildes rhetorische Brillanz konnte aber nicht verhindern, dass die Geschworenen Queensberry für „nicht schuldig“ befanden.
Oscar Wilde wurde daraufhin selbst verhaftet und wegen Unzucht angeklagt. Da sich in der Jury aber zunächst keine ausreichende Mehrheit für einen Freispruch oder eine Verurteilung fand, wurde Wilde auf Kaution aus der Untersuchungshaft entlassen. In einem zweiten Verfahren wurde er dann am 25. Mai 1895 zu zwei Jahren Zuchthaus mit schwerer Zwangsarbeit verurteilt. Ausschlaggebend war nicht sein Verhältnis zu Lord Douglas, sondern sein Umgang mit männlichen Prostituierten, von denen einige als Zeugen gehört worden waren. Nach der Entlassung aus der Untersuchungshaft hatten Freunde Wilde die Flucht aus England nahegelegt. Das lehnte Wilde ab. William Butler Yeats, der ihm gleichfalls die Flucht empfohlen hatte, schrieb über Wildes Entscheidung später: „Ich habe nie daran gezweifelt, nicht einen Augenblick, daß er die richtige Entscheidung getroffen hatte, und daß er ebendieser Entscheidung die Hälfte seines Ruhms verdankt.“
Der Skandal führte zu Angriffen gegen das Magazin The Yellow Book und seinen Illustrator Aubrey Beardsley, obwohl Yellow Book nie etwas von Wilde veröffentlicht hatte.

### Zuchthaus

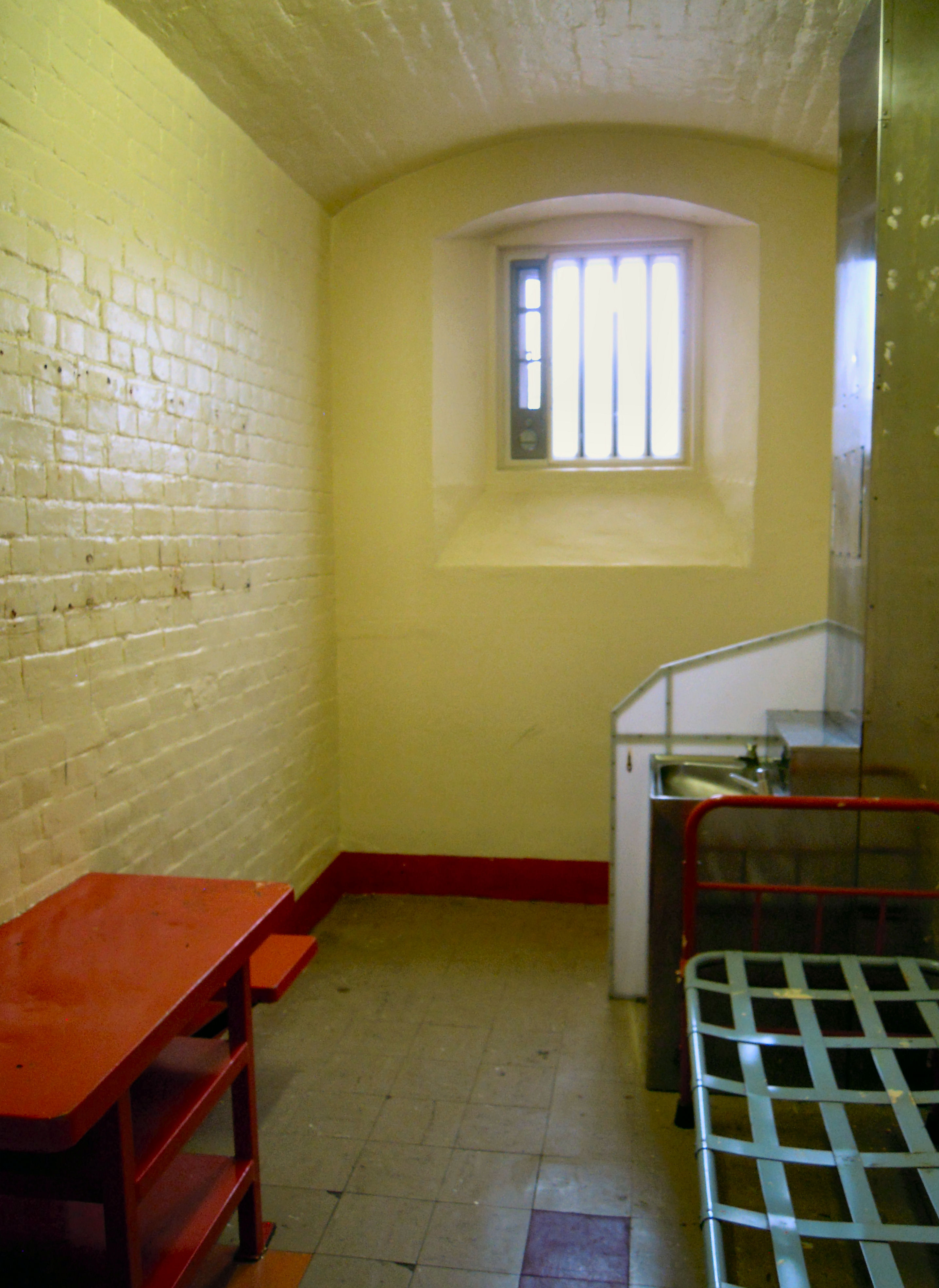
Wildes Zelle in Reading

Die folgenden zwei Jahre harter Zwangsarbeit ruinierten Wildes Gesundheit. Zunächst wurde Wilde in das Zuchthaus im Londoner Stadtteil Wandsworth gebracht, in dem er mehrere Monate in der Krankenabteilung verbringen musste. Danach wurde er am 20. November 1895 unter entwürdigenden Bedingungen in das Zuchthaus in Reading überführt. Wie Richard Ellmann berichtet, musste er in Handschellen und Häftlingskluft eine halbe Stunde auf dem Bahnsteig ausharren. In dieser Situation könnte auch der folgende, häufig zitierte sarkastische Satz gefallen sein: „Wenn Ihre Majestät ihre Gefangenen so behandelt, dann verdient sie keine.“ Seine Frau, Constance, die ihn am 19. Februar 1896 besuchte, um ihn auch vom kürzlichen Tod seiner Mutter persönlich zu unterrichten, war erschüttert vom Zustand ihres Mannes. Sie schrieb ihrem Bruder: „Im Vergleich zu früher ist er ein vollkommenes Wrack“.
Wenige Jahrzehnte vor Wildes Inhaftierung wurde im Vereinigten Königreich das System der Einzelhaft eingeführt. Das Zuchthaus von Reading entstand, wie 54 weitere britische Haftanstalten in der Zeit, nach dem Vorbild des 1842 eröffneten Pentonville-Gefängnisses in London, in dem auch Wilde vor seinen Verlegungen einsaß. Sie alle folgten demselben Prinzip der Separation. Überfüllte Schlafsäle in Gefängnissen, die man als „Schulen des Verbrechens“ ansah, sollten so abgeschafft werden. Mit der Einzelzelle sollten Verurteilte nicht mehr nur bestraft, sondern auch reformiert werden und Isolation erschien als ein geeignetes Mittel. Viele Insassen bekamen psychische Probleme, „each in his separate Hell“ (deutsch: jeder in seiner eigenen Hölle), wie Wilde es in Ballad of Reading Gaol formulierte.
Der Bauplan für Reading stammte von George Gilbert Scott. Der Grundriss wurde in der – in den westlichen Kirchen meistverbreiteten – Form des christlichen Kreuzes gestaltet und der Knotenpunkt von offenen Gängen auf der Mittelachse des Gebäudes diente dem Zweck einer genauen Beobachtung aller Gefangenen. Auch das Zuchthausinnere mit seinen gotischen Spitzbögen erscheint als eine Anleihe aus Sakralbauten. Scott war einer der führenden Architekten der Neugotik und Schöpfer vieler Kirchen. Das Zuchthaus von Reading war als ein Ort der Läuterung erdacht worden. Eine Tretmühle im Gebäudekomplex, an der Gefangene Zwangsarbeit leisten mussten, diente als Folterinstrument. Die Fenster waren zu Wildes Zeiten kaum größer als Schießscharten mit Milchglasscheiben. Manchmal konnten die Häftlinge trotzdem irgendwo ein kleines Stück des Himmels sehen, „that little tent of blue / Which prisoners call the sky“ (deutsch: Das kleine blaue Zelt, welches die Gefangenen Himmel nennen), wie er in seinem Gedichtswerk beschreibt. Im Gefängnis herrschte Redeverbot für die Insassen. Auch ansehen durften sie einander nicht. Zum Gang auf den Hof mussten sie Kapuzen tragen, welche das Gesicht vollständig bedeckten. In der Kapelle trennten Zwischenwände die auf Kirchenbänken wie in offenen Särgen Sitzenden. Die Häftlinge standen ständig unter Beobachtung des Wachpersonals. Schon bei Haftantritt wurden jedem Gefangenen die Dunkelzellen im Kellergeschoss gezeigt. Es drohte schon bei kleinen Verfehlungen die dortige Einkerkerung in völliger Stille und Lichtlosigkeit. Wilde erlitt dies einmal, vierzehn Tage lang, die wie eine einzige Nacht gewesen sein mussten. Er schrieb später: „Suffering is one very long moment. We cannot divide it by seasons“ (deutsch: Leiden ist ein sehr langer Moment. Wir können es nicht nach Jahreszeiten aufteilen). Zur Anordnung der Dunkelhaft gereichten der Gefängnisleitung ein paar Worte, die er beim Gang in die Gefängniskapelle mit einem anderen Gefangenen gewechselt hatte. Von 1845 bis 1913 wurde in Reading auch die Todesstrafe durch Erhängen vollzogen. Wilde berichtete später vom Grauen und Terror, die eine bevorstehende Hinrichtung unter den Mitgefangenen auslöste.

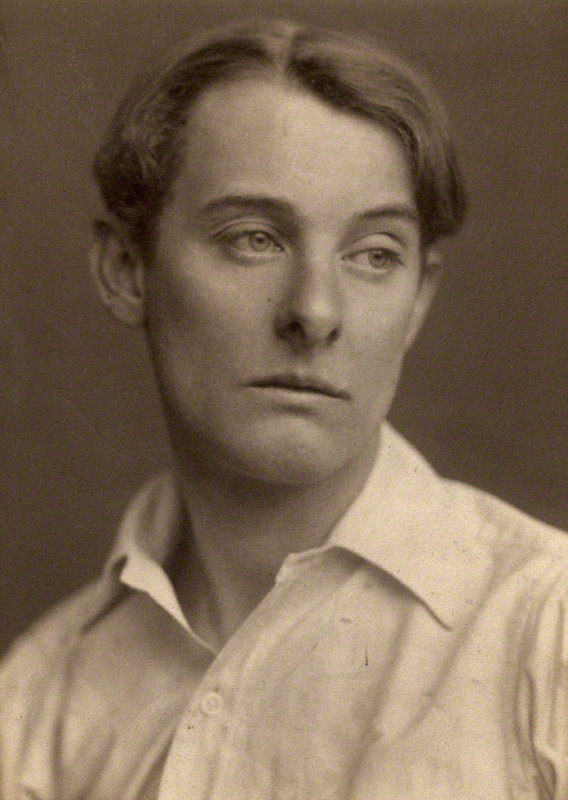
Alfred Douglas, 1903

Im Zuchthaus in Reading schrieb Wilde einen Brief von 50.000 Wörtern an Alfred Douglas, den er Robert Ross nach seiner Entlassung aus der Haft zukommen ließ, um ihn vor der Vernichtung zu bewahren. Lord Douglas bestritt später stets, diesen Brief je erhalten zu haben. Unter dem Titel De Profundis wurde der Brief posthum (1905) unter Auslassung eventuell anstößiger Abschnitte veröffentlicht; 1949 publizierte Vyvyan Holland, Wildes Sohn, den Brief in einer längeren, aber fehlerhaften Version, für die Ross’ Abschrift als Quelle diente. 1962 erstellten Literaturwissenschaftler nach dem Originalmanuskript, das im British Museum verwahrt wird, eine korrekte und vollständige Druckversion, die in der Anthologie The Letters of Oscar Wilde veröffentlicht wurde. Darin geht es, neben einer Aufarbeitung der Beziehung zu Douglas, unter anderem um die unmenschlichen Zustände im Zuchthaus (Kindergefangene, Kinderzwangsarbeit). Diese Themen hatte er nach seiner Haftentlassung bereits in zwei Leserbriefen an die Zeitung Daily Chronicle dargelegt.

### Leben im Exil
Gesundheitlich schwer angeschlagen wurde Wilde am 19. Mai 1897 aus der Haft entlassen. Nachdem sein ursprünglicher Plan, sich für sechs Monate als Büßer in ein Jesuitenkolleg zurückzuziehen, durch die unverzügliche Absage des Leiters durchkreuzt worden war, floh er noch am Abend des gleichen Tages vor der gesellschaftlichen Ächtung nach Paris. Er betrat nie wieder britischen Boden und schrieb außer Die Ballade vom Zuchthaus zu Reading nichts mehr. Die letzten drei Lebensjahre verbrachte er unter dem Namen Sebastian Melmoth (nach dem Roman Melmoth der Wanderer seines Großonkels Charles Robert Maturin) auf dem europäischen Festland in Armut und Isolation.
Wilde traf sich im selben Jahr mit Lord Douglas in Neapel. Er wollte den Freund noch einmal wiedersehen und die Beziehung damit zugleich beenden: „Ich weiß, es ist besser, wenn ich ihn nie wiedersehe.“ Nach einer erneuten Trennung reiste er im Februar 1898 nach Paris und logierte in einem billigen Hotel in der Rue des Beaux-Arts. Frühere Freunde, die er um Hilfe aus seinen häufigen Geldnöten bat, erlebten ihn als vereinsamten und niedergeschlagenen Schnorrer. Obwohl völlig mittellos, wurde er vom Besitzer des Hotels im besten Zimmer untergebracht und bekam das beste Essen und den besten Wein. Sein Kommentar war angeblich: „Ich sterbe über meine Verhältnisse“, seine letzten Worte: „Entweder geht diese scheußliche Tapete – oder ich.“
Seine Frau Constance starb ein Jahr nach seiner Haftentlassung, am 7. April 1898, in Genua. Sie hatte mit den Kindern England verlassen, unter anderem in der Gegend von Nürnberg gelebt und ihren Namen in Constance Holland geändert. Trotz der offensichtlichen Affären ihres Mannes hatte sie nie die Scheidung eingereicht. Wie Richard Ellmann schreibt, war „ihre Zuneigung zu Wilde (…) bis zuletzt ungebrochen“. Aus Constances Nachlass erhielt Wilde nun eine jährliche Summe von 150 Pfund, die zum Leben ausgereicht hätte, hätte er nicht zum Luxus geneigt. Seine Schulden beliefen sich nach seinem Tod auf 400 Pfund, die sein Freund und Verwalter des literarischen Nachlasses, Robert Ross, beglich.

### Tod und Beisetzung

Grabmal Oscar Wildes auf dem Cimetière du Père-Lachaise

Lippenstiftabdrücke am Grabmal Oscar Wildes

Am 30. November 1900 starb Oscar Wilde im Pariser „Hotel d’Alsace“. Sein Freund Ross hatte einen katholischen Priester gerufen, der Wilde auf dem Sterbebett die Nottaufe, die Absolution und die letzte Ölung erteilte. Er konnte nicht mehr sprechen, und ob er bei seinem Übertritt zur römisch-katholischen Kirche noch bei Bewusstsein war, konnte niemand wissen, wie Ross berichtete.
Nach Ansicht der südafrikanischen Wissenschaftler Ashley Robins und Sean Sellars starb Wilde an den Folgen einer Hirnhautentzündung, die aus einer chronischen Mittelohrentzündung resultierte. Schon vor dem Gefängnisaufenthalt hatte er wegen Taubheitsgefühlen einen Ohrenspezialisten kontaktiert. Nach Meinung der südafrikanischen Wissenschaftler handelt es sich um einen Mythos, dass Wilde an der damals unheilbaren Syphilis gelitten habe. Dem steht die Aussage von Wildes Freund Robert Ross gegenüber, Oscar habe sich schon als Student mit der Krankheit infiziert und vor seiner Ehe einer Quecksilberbehandlung unterziehen müssen. Auch sein Biograph, Richard Ellmann, geht von der Syphilis als Todesursache aus und stützt sich dabei auf die Angaben seiner engsten Freunde, Reginald Turner und Robert Ross, in deren Beisein Wilde starb, sowie auf die Gutachten der Ärzte, die ihn kurz vor seinem Tod untersucht hatten.
Er wurde zunächst auf dem Cimetière parisien de Bagneux beigesetzt, im Jahre 1909 jedoch auf den Cimetière du Père-Lachaise in Paris umgebettet. 1950 wurde die Asche des treuen Freundes Robert Baldwin Ross mit in dem Grab untergebracht. Ein Grabmal von Jacob Epstein ziert die Ruhestätte. Das Grab war lange Zeit mit tausenden Lippenstift-Küssen von Verehrerinnen und Verehrern verziert. Zum 111. Todestag wurde das Grab renoviert und mit einer Glasplatte geschützt, ein absolutes Kussverbot wurde verhängt.

## Politik
Die Bekanntschaft mit George Bernard Shaw führte Wilde zur Beschäftigung mit dem Sozialismus. Er besuchte 1888 mehrere Veranstaltungen der Fabian Society und rezensierte 1889 das Gesangbuch Chants of Labour: A Song-Book of the People, worin er zu verstehen gab, dass er den Sozialismus für eine neue Triebfeder der Kunst halte. Er war auch der einzige Literat, der Shaws Petition zur Begnadigung der zum Tode verurteilten Anarchisten der Haymarket Riots in Chicago unterzeichnete.
Den Essay Die Seele des Menschen unter dem Sozialismus schrieb er unter der inspirierenden Lektüre von Pjotr Alexejewitsch Kropotkins Schriften. Darin tritt Wilde für die Abschaffung des Privateigentums und einen individualistischen, antiautoritären Sozialismus ein. Er schreibt: „Die Anerkennung des Privateigentums hat den Individualismus nachhaltig geschädigt und getrübt, indem sie den Menschen mit seinem Besitz verwechselte.“ Gleichzeitig mit dem Privateigentum müsse jedoch auch die Idee des Herrschens über Menschen überhaupt aufgegeben werden. In seinem Brief aus dem Gefängnis (in stark gekürzter Version erstmals 1905 unter dem Titel De Profundis veröffentlicht) spricht Wilde mit äußerster Hochachtung von dem im Londoner Exil lebenden Kropotkin, mit dem er die Erfahrung jahrelangen Gefängnisses teilte: „Ein Mann mit der Seele jenes schneeweißen, schönen Christus, der aus Rußland hervorzugehen scheint.“
In einer Umfrage der französischen Literaturzeitschrift L’Ermitage hatte er sich schon 1873 als „Künstler und Anarchist“ bezeichnet.

## Gedenken und Ehrung

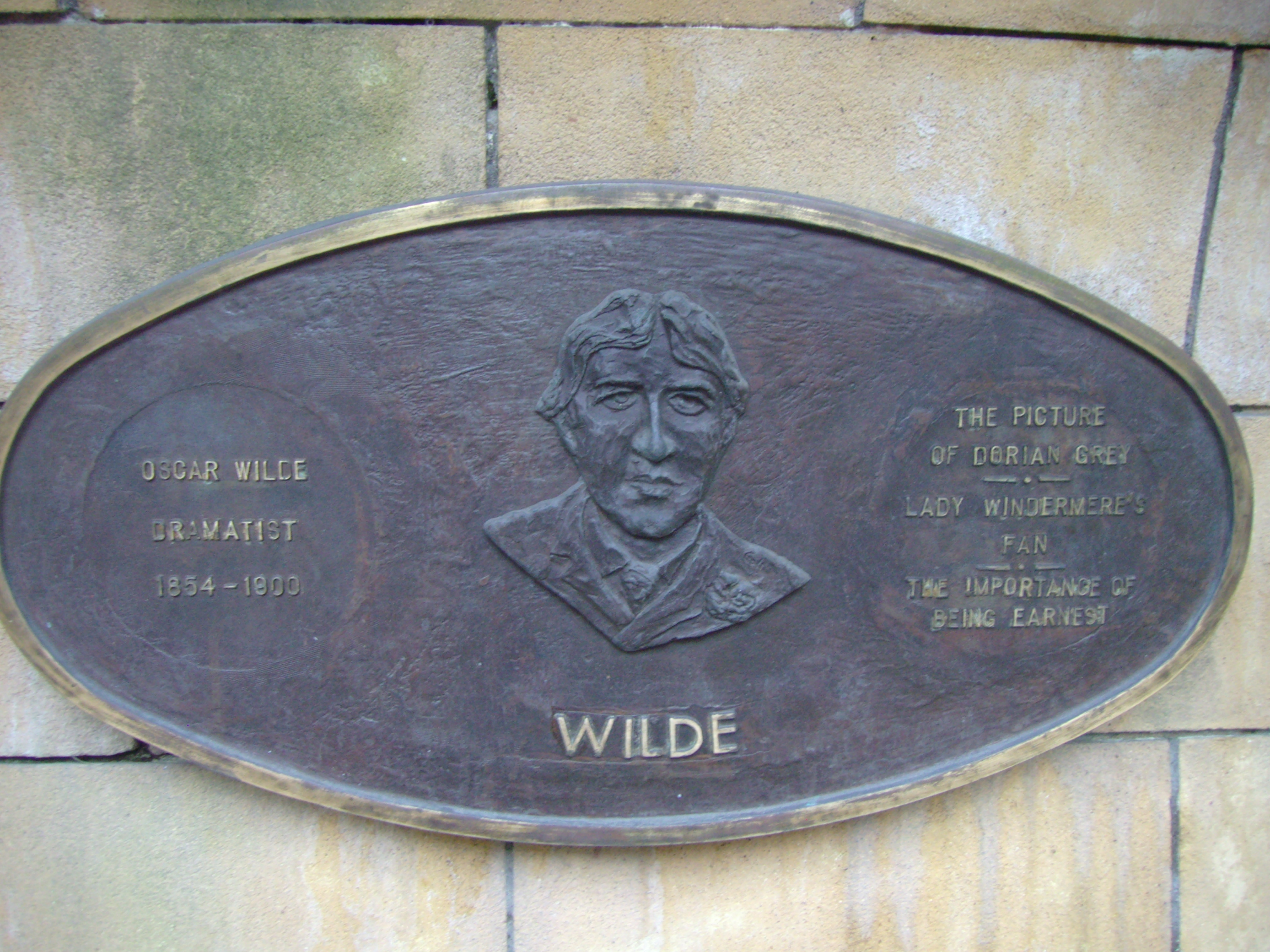
Gedenkplakette im Saint Patrick’s Park, Dublin

Seit 1995 steht eine Gedenktafel zu Oscar Wilde im Poets’ Corner der Westminster Abbey. Anfang 2007 nahm der Vatikan in einer Anthologie Provokationen: Aphorismen für ein anti-konformistisches Christentum Oscar Wilde in die Ehrenliste von Autoren auf.

## Wirkung
Das ehemalige Zuchthaus von Reading wird als eines der berühmtesten Gefängnisse der Welt genannt. Im Jahr 2016 und drei Jahre nach dem Ende der Nutzung des Gefängnisses als solches, zuletzt für jugendliche Straffällige, setzten sich Künstler am Ort des Geschehens mit den Umständen der Inhaftierung Wildes und allgemeinen Fragestellungen dazu in einer Ausstellung auseinander. Unter dem Titel Inside: Artists and Writers in Reading Prison wurden Themenfelder wie Umgang mit Homosexualität, Separation, Isolation, Strafe, physische und psychische Gefangenschaft, Recht, Rechtsprechung und Gerechtigkeit von der gemeinnützigen Kunstorganisation Artangel, die weltweit Kunst außerhalb von Galerien in Szene setzt, angeschnitten.
Artangel-Direktor Michael Morris betont De Profundis und The Ballad of Reading Gaol sind nicht die einzigen Dokumente von Wildes Zuchthauskritik: „Wilde schrieb nach seiner Entlassung eine Reihe sehr wichtiger Briefe an öffentliche Organe, aber auch an Zeitungen wie The Daily Telegraph, über die Zustände im Gefängnis, über die Kinder, die dort gefangen gehalten wurden, und über die Auswirkungen der Separation.“
Der zunächst einflussreiche deutsche Kritiker in der Zeit vom Naturalismus und später in der Zeit des Nationalsozialismus verfolgte Alfred Kerr schrieb 1917 in seinem saloppen und gesellschaftskritischen Stil unter anderem über Wilde den Satz: „Seine langsame Hinrichtung bleibt der letzte Akt des Mittelalters“. Zudem reiche das Ende des „englischen Mittelalters“ bis zu seiner Hinrichtung. Wilde sei ein „Stilkünstler“, und es sei zweifelhaft, ob er mehr gewesen sei.
Wildes Stücke werden auch im 21. Jahrhundert aufgeführt. Und sein Leben dient als Stoff von Dramen: Bereits das Stück Patience oder Bunthornes Braut von Gilbert und Sullivan (1881) spielt auf Wilde an (noch ohne Fokus auf die Sexualität); in Tom Stoppards Drama The invention of Love (Die Erfindung der Liebe, 1997) über homosexuelle Liebe in der viktorianischen Zeit kommt er prominent vor; Die Märchen des Oscar Wilde erzählt im Zuchthaus zu Reading nach Oscar Wilde von André Kaczmarczyk mit Musik von Matts Johan Leenders wurde im Düsseldorfer Schauspielhaus in der Spielzeit 2024/25 uraufgeführt; es fokussiert auf Wildes Haftzeit und auf den letzten Prozess gegen ihn.

## Neffe Fabian Lloyd
1913 veröffentlichte Wildes Neffe Fabian Lloyd alias Arthur Cravan in Paris einen Artikel, in dem er behauptete, sein Onkel sei noch am Leben und habe ihn in Paris besucht. Oscar Wilde habe sich seit 1901 in Indien und Indonesien aufgehalten und sei dorthin zurückgekehrt. Der Pariser Korrespondent der New York Times fiel auf dieses Gerücht herein und suchte erfolglos nach Zeugen, die den toten Wilde gesehen haben sollten. Cravan ging noch einen Schritt weiter und wettete um 5000 Dollar, dass sich im Sarg des Dichters auf dem Friedhof Père-Lachaise kein Leichnam, sondern zwei unveröffentlichte Manuskripte befänden. Die französische Regierung ging jedoch auf dieses Wettangebot sowie auf die damit verbundene Forderung nach einer Exhumierung nicht ein.

## Persönlichkeit

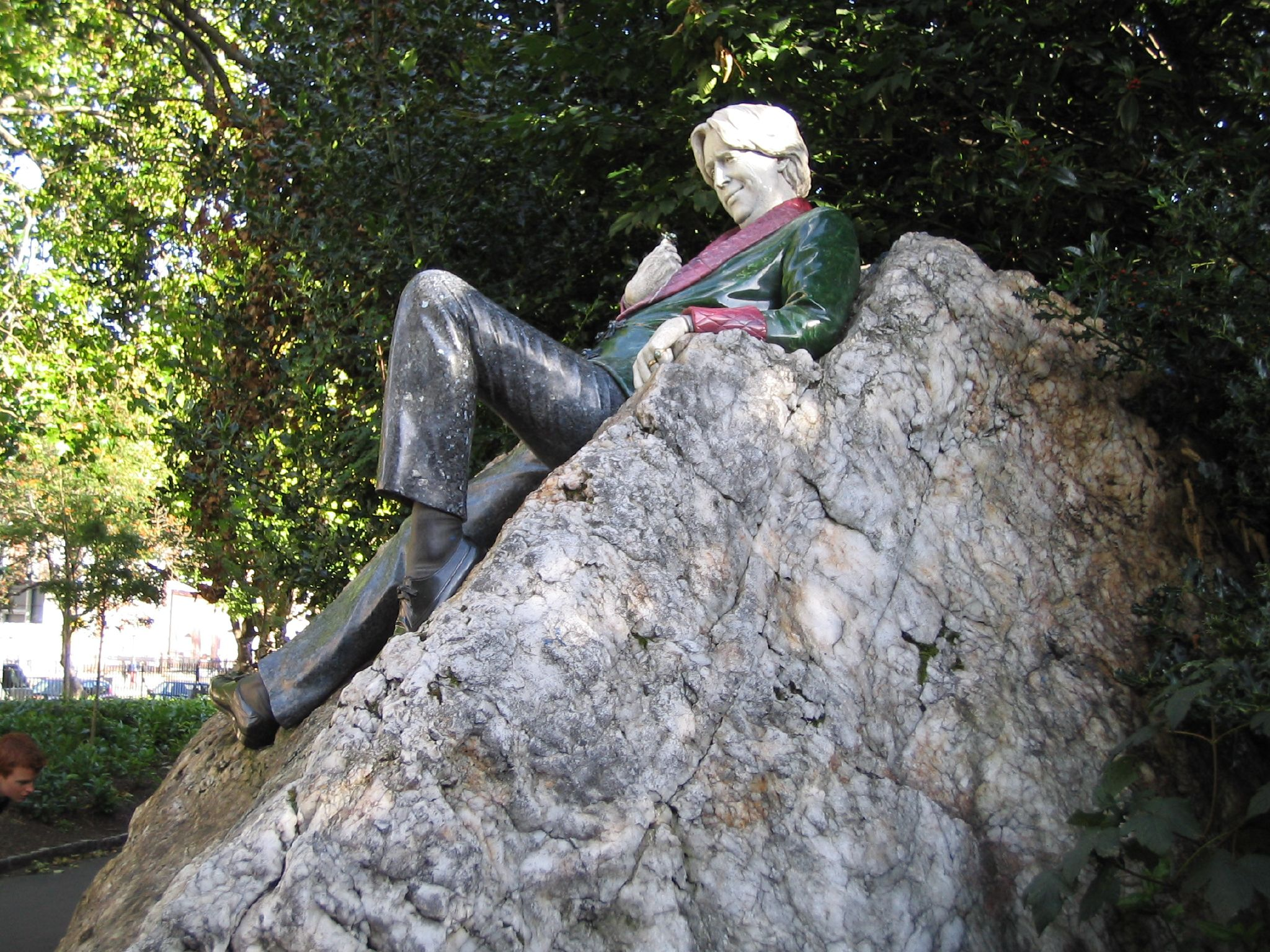
Oscar-Wilde-Skulptur im Dubliner Merrion Square

Oscar Wilde hat seinerzeit viele Menschen vor Rätsel gestellt. Die Öffentlichkeit kannte ihn als wortgewandten, geistreichen Unterhalter und Dandy. Er verhielt sich oft überheblich und überlegen. Mit seinem scharfsinnigen Humor legte er häufig Kehrseiten und Vorurteile, das Verhalten und unbequeme Wahrheiten der Gesellschaft offen. Wilde verschrieb sich schon während seiner Studienzeit dem Ästhetizismus, also der Kunst und einem Leben nur um der Schönheit willen. Einmal sagt er, sein Leben sei das wahre Kunstwerk und die Literatur, die er verfasst habe, nur ein Hauch seines Talents. Zum Beispiel soll er zu André Gide gesagt haben:

“my plays are not good, I know, and I don’t trouble about that … They are nearly all the result of a bet. So was Dorian Gray – I wrote that in a few days because a friend of mine declared that I could not write a novel. Writing bores me so.”

„meine Stücke sind nicht gut, ich weiß, und das kümmert mich nicht … Sie sind fast alle das Ergebnis einer Wette. Auch Dorian Gray – ich schrieb das in ein paar Tagen, weil ein Freund von mir meinte, ich könne keinen Roman schreiben. Schreiben langweilt mich so sehr.“

Ein anderes Mal schrieb er:

„Wirkliche Schönheit endet da, wo der geistige Ausdruck beginnt (der für eine Definition aber notwendig wäre!). Schönheit offenbart alles, weil sie nichts ausdrückt.“

Man weiß, dass Oscar Wilde in Wirklichkeit ein Perfektionist war und seine eigenen Werke immer wieder intensiv überarbeitete, bis er damit zufrieden war. Auch die Anzahl von Werken, die er geschrieben hat, straft seine Aussage Lügen. Er tat allerdings so, als ob ihm Vergnügen und Dandytum wichtiger seien als seine Werke. Vielleicht war das, was er der Öffentlichkeit als Persönlichkeit zeigte, nur eine Maske.

“To the world I seem, by intention on my part, a dilettante and dandy merely – it is not wise to show one’s heart to the world – and as seriousness of manner is the disguise of the fool, folly in its exquisite modes of triviality and indifference and lack of care is the robe of the wise man. In so vulgar an age as this we all need masks.”

„Der Welt erscheine ich, von meiner Seite absichtlich, bloß wie ein Dilettant und Dandy – es ist nicht klug, der Welt das eigene Herz zu zeigen – und wie ernsthaftes Verhalten die Tarnung des Trottels ist, ist Narrheit in ihren exquisiten Arten von Belanglosigkeit und Gleichgültigkeit und Mangel an Sorge das Gewand des weisen Mannes. In solch einem geschmacklosen Zeitalter wie diesem brauchen wir alle Masken.“

Man kann sogar sagen, diese Maske wurde seine Persönlichkeit selbst. Er ist süchtig nach der Sprache, anstatt sie zu nutzen.
Auch wenn er der Öffentlichkeit das Gegenteil weismachen wollte, war er, wie aus manchen Briefen hervorgeht, von der scharfen Kritik an seinen Werken oft tief verletzt. Wahrscheinlich wollte er in seinem Leben am meisten die Anerkennung seiner Arbeit, aber auch, bei all seiner Andersartigkeit und Exzentrik, vor allem akzeptiert werden als das, was er war: ein Ire, ein Künstler und ein Mensch.

## Homosexualität im Viktorianischen Zeitalter
Der „Criminal Law Amendment Act“, eine Ergänzung des britischen Strafgesetzes, die sexuelle Handlungen zwischen Männern unter Strafe stellte, war erst 1885 in Kraft getreten. Solche Handlungen kamen allerdings in Jungeninternaten und unter den damals nur männlichen Schülern der Colleges häufiger vor und wurden vom Lehrpersonal weitgehend ignoriert. Erwachsene Männer hingegen, die eine sehr enge Freundschaft unterhielten, waren durch den „Criminal Law Amendment Act“ der Gefahr der Erpressung ausgesetzt.
Oscar Wilde, als Homosexueller gebrandmarkt, beeinflusste das Bild von Schwulen in der Öffentlichkeit und die Herausbildung eines (noch heute gültigen) Stereotyps von homosexuellen Männern stark. So wurden zum Beispiel Männer, die einen extravaganten Stil pflegten, spöttisch als „Oscar“ bezeichnet. Ausgeprägter Humor und Wortgewandtheit, Begeisterung für Schönes wie Inneneinrichtung und Kleidung und Wildes öffentliche exzentrische Persönlichkeit sollten als Beweis und Inbegriff von Homosexualität gelten.

## Werke
Siehe auch in den Kategorien Werk von Oscar Wilde und Werk nach Oscar Wilde

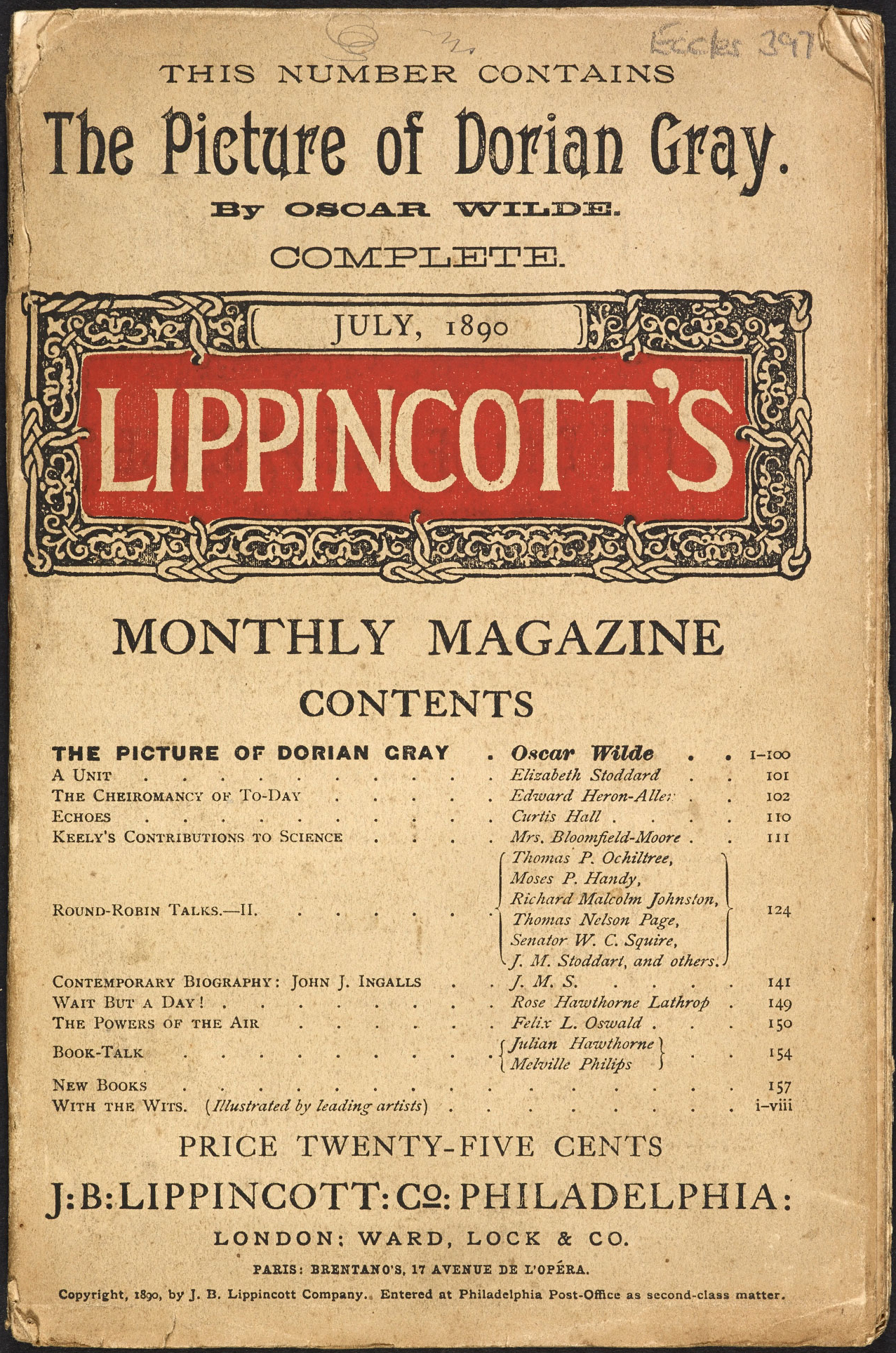
Lippincott’s Monthly Magazine mit der Erstfassung des Romans The Picture of Dorian Gray

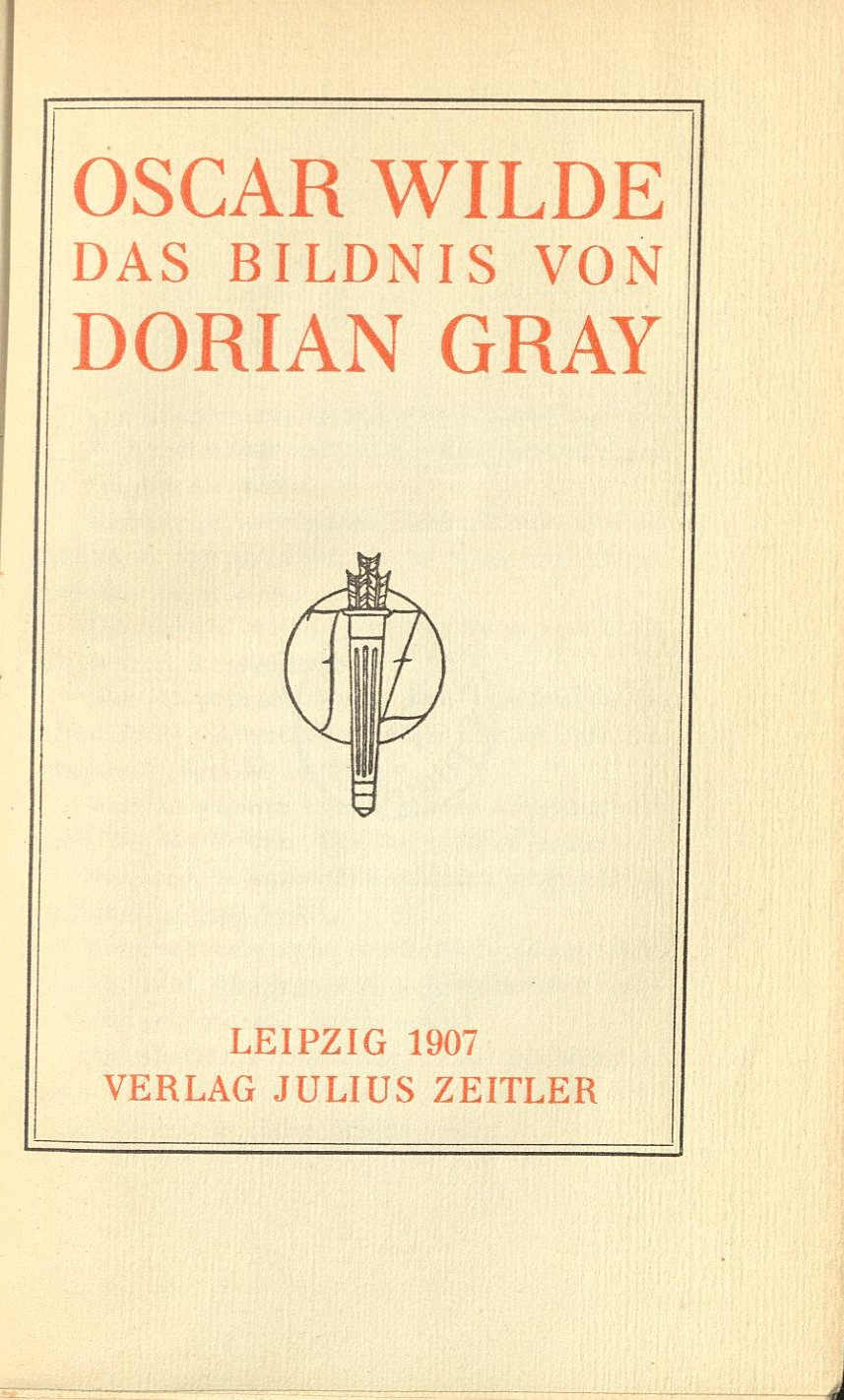
Deutsche Übersetzung von 1907 mit Bestand

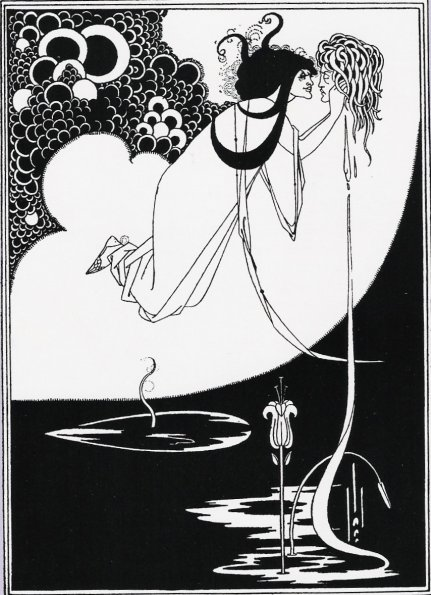
Aubrey Beardsley: Die Apotheose, Illustration zu Salome, veröffentlicht in The Studio, Band 1, Nummer 1, 1893

### Gedichte
- Ravenna (1878)
- Poems (Anthologie) (1881)
- The Sphinx (1894)
- The Ballad of Reading Gaol (1898)

### Erzählungen und Märchen
- Das Gespenst von Canterville (The Canterville Ghost, 1887)
- Die Sphinx ohne Geheimnis (The Sphinx without a Secret, 1887)
- Lord Arthur Saviles Verbrechen (Lord Arthur Savile’s Crime, 1887)
- Der Modellmillionär (The Model Millionaire, 1887)
- Der glückliche Prinz und andere Märchen (The Happy Prince and Other Tales, 1888)
- Das Bildnis des Herrn W. H. (The Portrait of Mr. W. H., 1889)
- Das Sternenkind (The Star Child, 1891)
- Ein Granatapfelhaus (A House of Pomegranates, 1891), Märchensammlung

Sammelband
- Die Erzählungen und Märchen, mit Zeichnungen von Heinrich Vogeler, übersetzt von Felix Paul Greve und Franz Blei, Insel Verlag, Leipzig 1910.
  - Neuausgabe als Insel-Taschenbuch, Insel Verlag, Frankfurt am Main 1972, ISBN 3-458-01705-4.

### Roman
- Das Bildnis des Dorian Gray (The Picture of Dorian Gray, Roman, 1890) in Lippincott’s Monthly Magazine, 1891 bei Lock, Ward and Co., London, als Buchausgabe

Der einzige Roman von Oscar Wilde hat den Ästhetizismus und das Dandytum des Fin de Siècle zum Gegenstand und stellt einen der ersten Versuche dar, „die Homoerotik in den englischen Roman einzuführen“, wie sein Biograph Ellmann schreibt. Ihm zufolge machte die Behandlung dieses Tabuthemas das Werk berühmt und verlieh ihm seine Originalität.

### Bühnenstücke
- Vera oder die Nihilisten (Vera; or, the Nihilists, 1880)
- Salomé (1891), unter anderem: S. Fischer Verlag, Frankfurt 2001, deutsch von Peter Torberg
- Lady Windermeres Fächer (Lady Windermere’s Fan, 1892), unter anderem: S. Fischer Verlag, 2012, deutsch von Peter Torberg
- Die Herzogin von Padua (The Duchess of Padua, 1893), unter anderem: S. Fischer Verlag, 2004, deutsch von Peter Torberg
- Eine Frau ohne Bedeutung, auch: Nur eine Frau (A Woman of No Importance, 1893), S. Fischer Verlag, Frankfurt, 2003, deutsch von Peter Torberg
- Ein idealer Gatte (An Ideal Husband, 1894), unter anderem: S. Fischer Verlag, Frankfurt 2000, deutsch von Peter Torberg
- Ernst sein ist alles, alternative deutsche Titel: Bunbury / Die Bedeutung, Ernst zu sein / Bunbury, oder Ernst sein ist alles (The Importance of Being Earnest, etwa 1895), S. Fischer Verlag, Frankfurt 1999, deutsch von Peter Torberg
- Die fromme Kurtisane (La Sainte Courtisane), 1909 erstmals publiziert
- Eine florentinische Tragödie (A Florentine Tragedy), 1909 erstmals publiziert
- Aus Liebe zum König (For Love of the King)

### Essays
- Die Wahrheit der Masken (The Truth of Masks, 1885)
- Der Verfall der Lüge (The Decay of Lying, 1889)
- Feder, Pinsel und Gift (Pen, Pencil and Poison, 1889)
- Der Kritiker als Künstler (The Critic as Artist, 1890)
- Die Seele des Menschen unter dem Sozialismus (deutsch 1904, Übersetzung: Gustav Landauer) (The Soul of Man under Socialism, 1891)

### Zuschreibungen
Die Autorschaft der beiden Werke
- Teleny, Roman (1895, erschien zunächst anonym)
- Der Priester und der Messnerknabe, Erzählung (The Priest and the Acolyte, 1894)

wird Wilde zwar zugeschrieben, ist aber nicht nachgewiesen. Man geht heute davon aus, dass Der Priester und der Messnerknabe von dem Oxford-Studenten John Bloxam (1873–1928) verfasst wurde.
Im Jahr 1927 wurde im Berliner Globus Verlag die angeblich „einzige autorisierte deutsche Ausgabe“ von Oscar Wildes Im Banne der Liebe. Ein birmanisches Maskenspiel veröffentlicht. Das Werk ist allerdings eine Fälschung der vorgeblichen Übersetzerin Fanny Weiß.

### Werkausgaben
- Complete Writings of Oscar Wilde. 10 Bände. The Nottingham Society, New York 1907 (erste amerikanische Werkausgabe)
- Oscar Wilde: Works. 14 Bände. Methuen and Co, London 1908 (erste englische Gesamtausgabe, limitiert auf 1.000 Exemplare)
- Oscar Wildes Sämtliche Werke in deutscher Sprache. 10 Bände. Wiener Verlag, Wien und Leipzig 1908 (erste deutsche Werkausgabe)
- Oscar Wilde: Sämtliche Werke in sieben Bänden. Insel Verlag, Frankfurt am Main 2000
- Oscar Wilde: Werke in fünf Bänden (Neue Zürcher Ausgabe). Gerd Haffmans bei Zweitausendeins, Frankfurt am Main 2004

## Adaptionen
→Hauptartikel: Adaptionen von Werken von Oscar Wilde

## Filmbiographien
1960 erschienen zwei britische Filme, die das Leben Oscar Wildes, insbesondere seine Gerichtsprozesse zum Thema haben: Oscar Wilde von Gregory Ratoff mit Robert Morley als Oscar Wilde und Der Mann mit der grünen Nelke (The Trials of Oscar Wilde) von Ken Hughes mit Peter Finch in der Hauptrolle.
Der Film Wilde des britischen Regisseurs Brian Gilbert aus dem Jahr 1997, in dem Oscar Wilde von Stephen Fry gespielt wird, umfasst Wildes Jahre als erfolgreicher Literat in London, die Zeit der Prozesse und deren Folgen. Der Film basiert auf der Wilde-Biographie von Richard Ellmann, für die er 1989 den Pulitzer-Preis gewann.
Rupert Everett inszenierte den 2018 veröffentlichten Film The Happy Prince, in dem es um Wildes’ letzte Lebensjahre im Exil geht. In der Hauptrolle ist der Regisseur selbst zu sehen.

## Theaterstücke und Ballett über Oscar Wilde
- Moisés Kaufman: Unzucht – Die drei Prozesse des Oscar Wilde (Gross Indecency: The Trials of Oscar Wilde). 1997 in New York uraufgeführt. Deutsch von Peter Torberg, Felix Bloch Erben, Berlin 1998.
- Inken Kautter, Kay Link: Ein langer, süßer Selbstmord – Der Fall Oscar Wilde. Uraufführung am 28. April 2011 am Freien Werkstatt-Theater, Köln.
- Robert Wilson: Dorian — Text von Darryl Pinckney nach Motiven von Oscar Wilde. Uraufführung am 9. Juni 2022 im Düsseldorfer Schauspielhaus.
- A Wilde Story. Ballett von Marco Goecke. Nach Motiven von Oscar Wilde. Uraufführung an der Staatsoper Hannover am 21. Oktober 2022.